# Bertil Nilsson (fotbollsspelare)

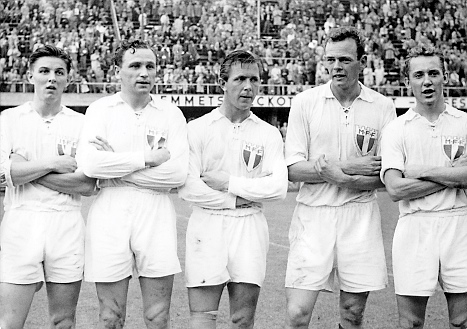
Malmö FF:s drömkedja 18 augusti 1954: Charles Gustafsson, Henry Thillberg, Nils-Åke "Kajan" Sandell, Bengt Lindskog och Bertil Nilsson.

Bertil "Klumpen" Nilsson, född 16 januari 1936, är en svensk före detta fotbollsspelare.

## Karriär
Nilsson började sin karriär i Malmö FF och gjorde sin debut i Allsvenskan som sjuttonåring. I mitten av sin karriär flyttade han till Gislaved på grund av sitt arbete och började spela för det lokala laget Gislaveds IS. Han blev senare övertygad om att flytta till Halmstad för att spela för IS Halmia som han gjorde fram tills 1964 då han återvände till Malmö FF. Nilsson vann ligan med Malmö 1965 innan han avslutade sin karriär i Landskrona BoIS i division II åren 1967–1969 och senare Lunds BK. Under sin karriär spelade han också sex landskamper för Sveriges landslag, den första som nittonåring.

## Privatliv
Bertil Nilsson är son till förre Malmö FF-spelaren och tränaren Sven Nilsson. Hans far var tränare för klubben när de vann sin första ligatitel 1944. Hans far spelade även en landskamp för Sveriges landslag.

## Meriter
Malmö FF
- Allsvenskan: 1965